# Bedna

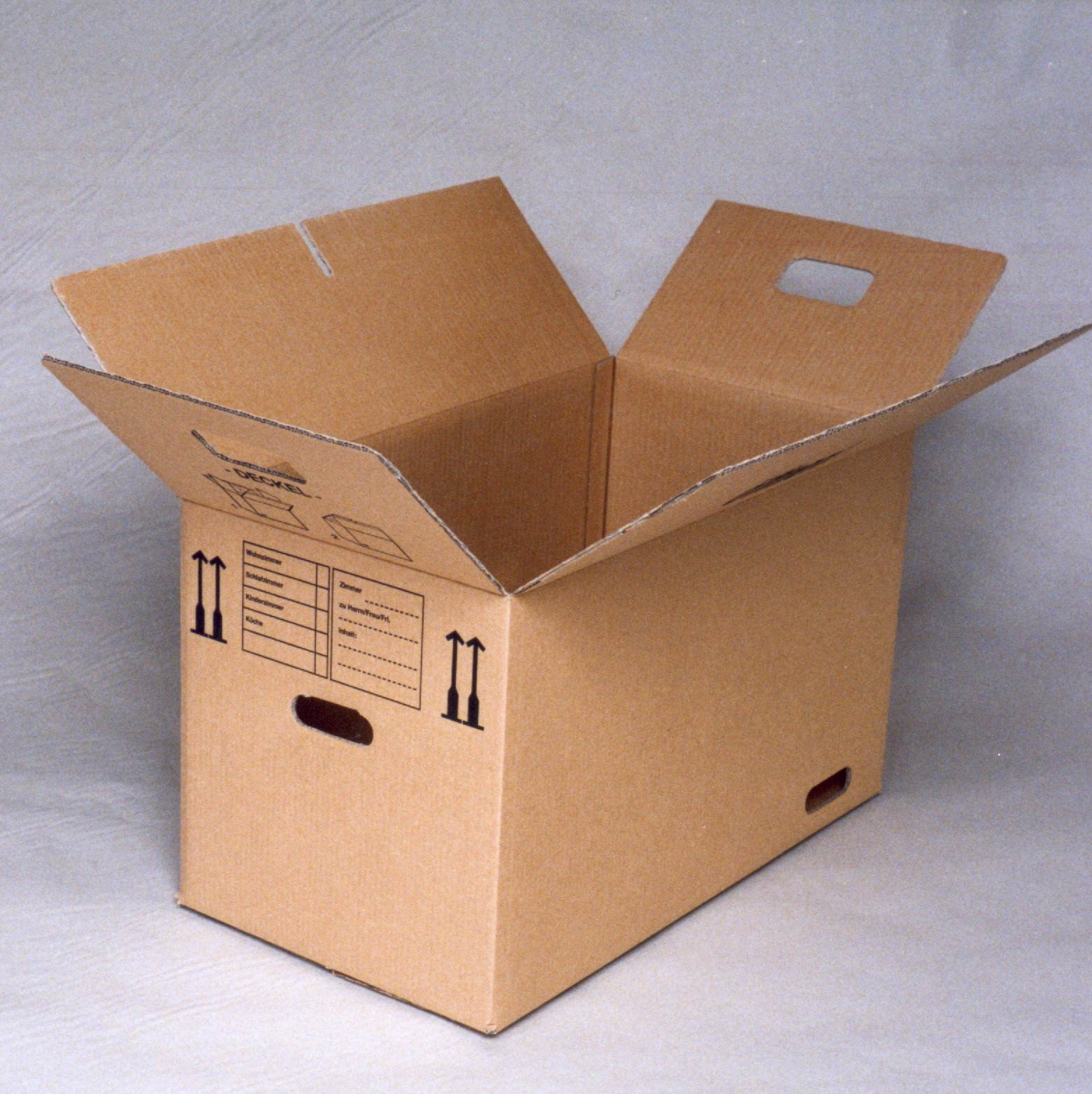
Lepenková bedna

Bedna, zdrobněle též bedýnka nebo bednička, je běžný předmět všední denní potřeby obvykle zhotovený ve tvaru kvádru užívaný ve všech oblastech lidského života, především k transportu a uchovávání různých předmětů a hmot. Bedny jako takové mohou mít různou velikost, účel, barvu i provedení. Mohou být zhotoveny z plastu, dřeva, papíru či z kovového plechu. Specializované typy beden mohou sloužit jako přepravky pro různé druhy předmětů.

## Přenesené významy slova
Existuje také několik běžně používaných přenesených významů tohoto slova :
- bedna ve smyslu lidská hlava (viz frazeologizmus: bylo to na bednu) resp. palice, kotrba apod.
- jako uznání (viz frazeologizmus: to je ale bedna)
- bedna ve smyslu hranaté, svalnaté, tělesným cvičením vypracované tělo
- bedna je také hovorový výraz pro televizní přístroj, jenž svým tvarem bednu někdy připomíná

## Odvozená slova
- Reprobedna ve smyslu reproduktorová ozvučnice.

## Podobné pojmy
- kontejner
- krabice (škatule)
- skříň
  - zásuvka (nábytek)
  - almara
- balík